# Acabanga pinima
Acabanga pinima är en skalbaggsart som beskrevs av Martins och Maria Helena M. Galileo 1991. Acabanga pinima ingår i släktet Acabanga och familjen långhorningar. Inga underarter finns listade i Catalogue of Life.